# HEROS (Holzspielzeug)
HEROS ist der Name eines deutschen Holzspielzeug-Herstellers aus Lam. Der Name ist ein Akronym des Namens des Firmengründers Hermann Rossberg . Das Unternehmen ist nach eigenen Angaben in Europa der Marktführer in kindgerechtem Holzspielzeug.

## Geschichte
Der Ursprung des Unternehmens liegt im 14. Jahrhundert, als am heutigen Firmensitz im Tal des Weißen Regens im Bayerischen Wald ein Sägewerk errichtet wurde. 
1903 wurde die Produktion auf die industrielle Herstellung von Holzspielzeug umgestellt. 1948 wurde die Fertigung von Spielzeug noch ausgebaut. Im Jahr 2007 wurde der Spielzeughersteller Lorenz übernommen. Im März 2010 meldete das Unternehmen Insolvenz an; im Herbst 2010 wurde es durch die Simba-Dickie-Group übernommen.
Seit 2017 wird Heros unter der Marke Eichhorn geführt.

## Produkte
HEROS fertigt für Kinder, von einfachen Formen wie Quader, Rechteck, Dreieck, Säule und Brücke bis hin zu Autos, Loks, Gebäuden, Bäumen, Tieren und Schienensystemen.
Es existieren die Produktlinien Creativ, Express, Automotiv, Do it yourself, Aktiv, Playworld und Constructor.

## Fertigung
Die Fertigung unterliegt der Europäischen Norm DIN EN 71.